# Гарвард (Небраска)
Гарвард (англ. Harvard) — місто (англ. city) в США, в окрузі Клей штату Небраска. Населення — 951 особа (2020).

## Географія
Гарвард розташований за координатами 40°37′12″ пн. ш. 98°5′46″ зх. д. / 40.62000° пн. ш. 98.09611° зх. д. (40.620076, -98.096122).  За даними Бюро перепису населення США в 2010 році місто мало площу 1,67 км², уся площа — суходіл.

## Демографія
Згідно з переписом 2010 року, у місті мешкало 1013 осіб у 372 домогосподарствах у складі 248 родин. Густота населення становила 607 осіб/км².  Було 453 помешкання (271/км²).
Расовий склад населення:
| - 78,9 % — білих - 0,6 % — корінних американців - 0,3 % — азіатів - 0,2 % — чорних або афроамериканців - 15,8 % — осіб інших рас |

До двох чи більше рас належало 4,2 %. Частка іспаномовних становила 23,7 % від усіх жителів.
За віковим діапазоном населення розподілялося таким чином: 29,3 % — особи молодші 18 років, 56,0 % — особи у віці 18—64 років, 14,7 % — особи у віці 65 років та старші. Медіана віку мешканця становила 36,9 року. На 100 осіб жіночої статі у місті припадало 97,1 чоловіків;  на 100 жінок у віці від 18 років та старших — 95,6 чоловіків також старших 18 років.
Середній дохід на одне домашнє господарство  становив 53 428 доларів США (медіана — 42 083), а середній дохід на одну сім'ю — 63 296 доларів (медіана — 54 583). Медіана доходів становила 37 250 доларів для чоловіків та 30 694 долари для жінок. За межею бідності перебувало 24,4 % осіб, у тому числі 43,2 % дітей у віці до 18 років та 13,9 % осіб у віці 65 років та старших.
Цивільне працевлаштоване населення становило 346 осіб. Основні галузі зайнятості: освіта, охорона здоров'я та соціальна допомога — 18,8 %, виробництво — 13,9 %, роздрібна торгівля — 13,3 %.